# نرمدا
نرمدا رودخانه‌ای در مرکز هند و یکی از پنج رود بلند شبه‌قاره هند است. این رود، پس از گوداواری و کریشنا سومین رود بلندی است که کاملاً در هند جریان دارد. این رود نقش مهمی در مادیا پرادش دارد و خط زندگی مادیا پرادش خوانده می‌شود. نرمدا مرز سنتی میان شمال و جنوب هند را تشکیل می‌دهد و در جهت غرب به طول ۱٬۳۱۲ کیلومتر امتداد می‌یابد تا در نزدیکی شهر گجرات در خلیج خامبات در دریای عرب تخلیه می‌شود.
این رود، به همراه رودهای تاپتی و ماهی سه رود بزرگی هستند که از شرق به غرب هند جریان دارند. نرمدا در مسافت ۱۰۷۷ کیلومتر از میان ایالت مادیا پرادش عبور می‌کند. سپس مرز میان مادیا پرادش و مهاراشترا را به طول ۳۹ کیلومتر و مرز میان مهاراشترا و گجرات را به طول ۷۴ کیلومتر طی می‌کند و در نهایت، ۱۶۱ کیلومتر در گجرات جریان می‌یابد.

## رژیم رودخانه

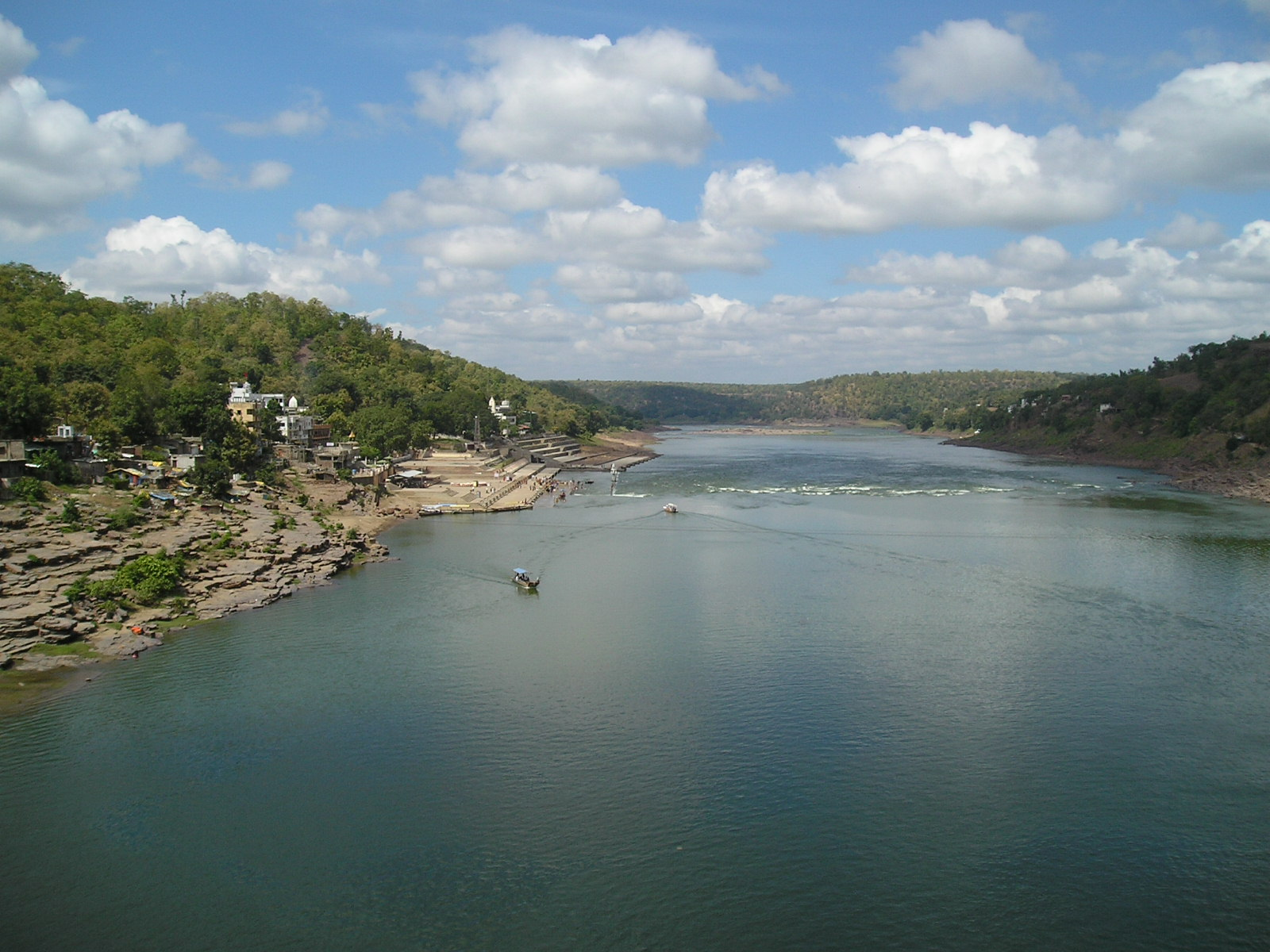
رود نرمدا در امکارشوار

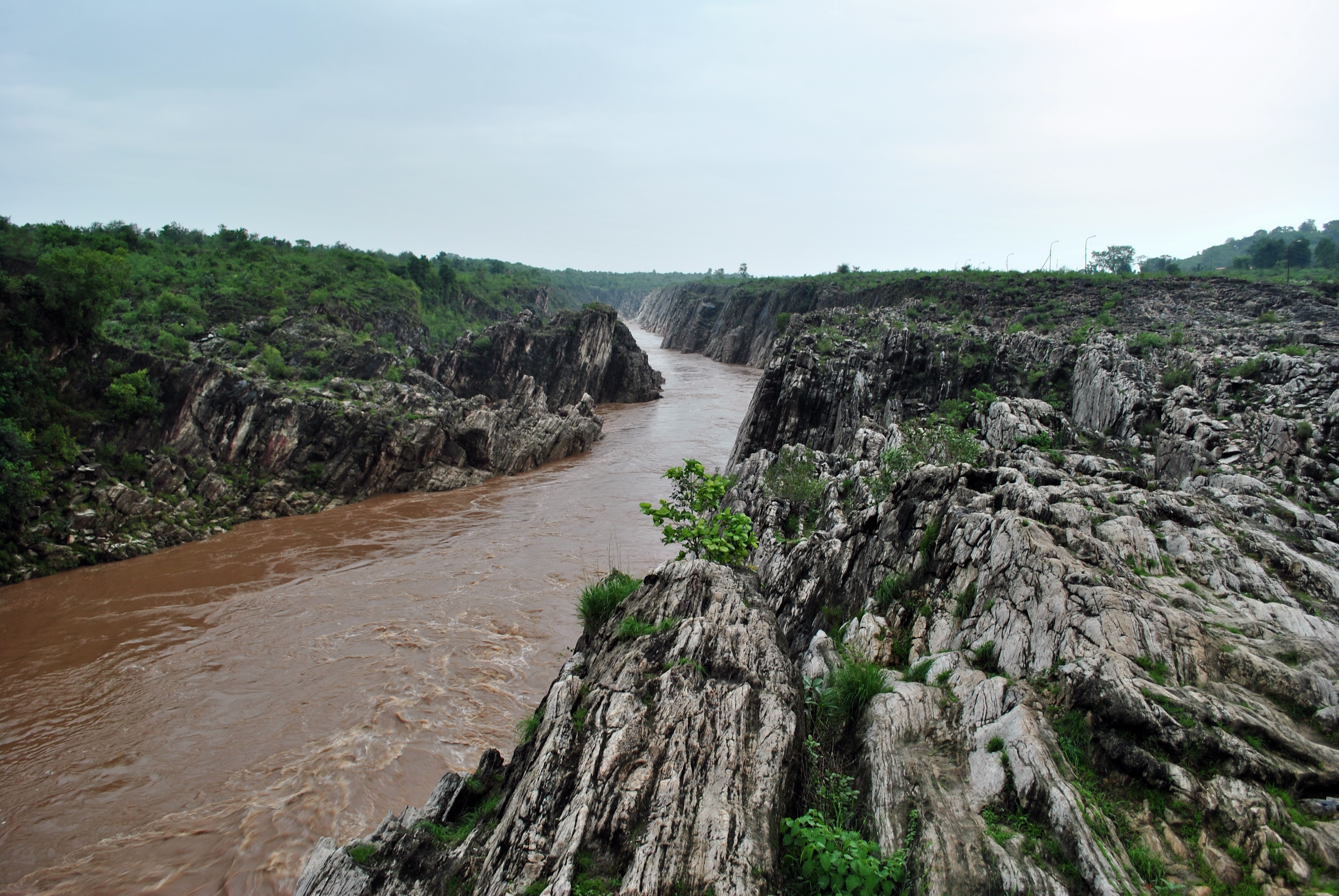
عبور نرمدا از میان ژرف‌دره‌ای از سنگ‌های مرمر

سرچشمه نرمدا تپه امارکانتاک در شرق مادیا پرادش است. سپس از سونمود عبور می‌کند و روی صخره‌ای در کاپیلدارا فرو می‌ریزد. از مسیری پر پیچ و خم از میان صخره‌ها و جزیره‌ها می‌گذرد تا به کاخ مخروبهٔ رامناگار برسد. در فاصلهٔ ۲۵ کیلومتری میان رامناگار و ماندلا و در جهت جنوب شرقی، مسیر رودخانه نسبتاً مستقیم و عمیق و تهی از موانع سنگی است. سپس رود در مسیر شمالی-غربی به سوی جبال‌پور امتداد می‌یابد. در نزدیکی این شهر، پس از یک آبشار ۹ متری به نام دواندارا، ۳ کیلومتر در میان صخره‌های سنگ آهک منیزیم و بازالت به نام صخره‌های مرمری می‌گذرد و عرض آن از حدود ۹۰ متر به ۱۸ متر کاهش می‌یابد. از این نقطه تا رسیدن به دریای عرب، نرمدا از میان سه درهٔ باریک می‌گذرد. ساحل جنوبی رود در بیشتر مناطق، عریض‌تر از ساحل شمالی است.
نرمدا پس از گذر از صخره‌های مرمری به نخستین حوضه بارور خود می‌رسد. بخش جنوبی این منطقه، حدود ۳۲۰ کیلومتر طول و ۳۵ کیلومتر عرض متوسط دارد. بخش شمالی آن محدود به جلگه بارنا-بارلی است که به تپه‌های بارخارا در برابر هوشنگ‌آباد ختم می‌شود. ارتفاع کناره‌های رود حدود ۱۲ متر است. بسیاری از شاخه‌های مهم نرمدا در همین دره به آن می‌پیوندند و جریان به تپه‌های ساتپورا می‌رسد.
چند کیلومتر پایین‌تر، نزدیک بارلی و تقاطع جاده آگره و بمبئی، نرمدا وارد دومین حوضهٔ خود، جلگه ماندلشوار می‌شود. بخش جنوبی این جلگه، حدود ۱۸۰ کیلومتر طول و ۶۵ کیلومتر عرض دارد. نوار شمالی حوضه تنها ۲۵ کیلومتر است. بخش اول آن به طول ۱۲۵ کیلومتر، شامل چند آبشار و تنداب است و به آبشار ماکرای ختم می‌شود.
پس از ماکرای، رود میان شهرستان‌های وادودارا و نرمدا جریان می‌یابد و پس از آن، از میان جلگه غنی شهرستان باروچ می‌گذرد. عرض رودخانه از ۱٫۵ کیلومتر در ماکرای به ۳ کیلومتر در نزدیکی باروچ افزایش می‌یابد و وارد خوری ۲۱ کیلومتری در خلیج خامبات می‌شود.
خیزش مد تا ۳۲ کیلومتر بالاتر از باروچ احساس می‌شود و تا ۳٫۵ متر بالا می‌آید. رودخانه برای کشتی‌هایی تا وزن ۹۵ تن تا باروچ و تا وزن ۳۵ تن تا شاملاپیتا قابل کشتیرانی است. کشتی‌های کوچکتر تا تیلاکاوادا در گجرات سیر می‌کنند. سدهای ساحلی در دهانه و باروچ ساخته شده‌اند. یک هکتار از سطح جزیره کبیرواد در رود نرمدا با درختان انجیر هندی پوشانده شده‌است.

## حوضه آبریز نرمدا

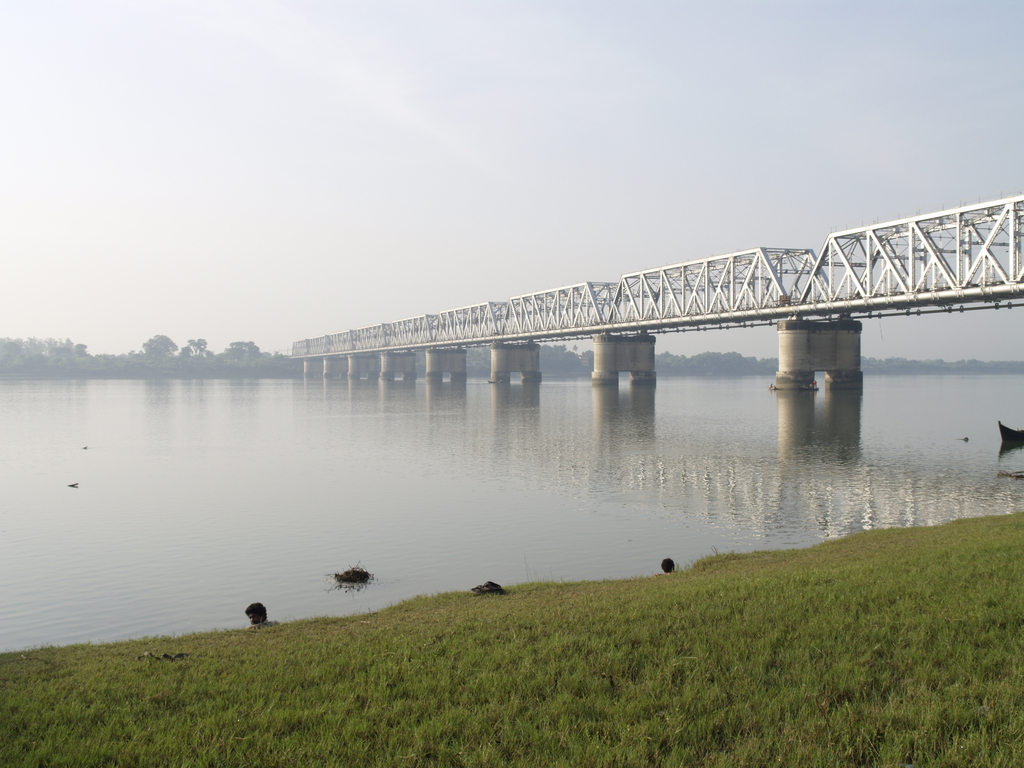
پل راه‌آهن روی رود نرمدا در باروچ

مساحت حوضه آبریز نرمدا ۹۸٬۷۹۶ کیلومتر مربع است و بین طول‌های جغرافیایی ۷۲ درجه و ۳۲ دقیقه تا ۸۱ درجه و ۴۵ دقیقه و عرض‌های جغرافیایی ۲۱ درجه و ۲۰ دقیقه تا ۲۳ درجه و ۴۵ دقیقه در انتهای شمالی جلگه دکن قرار دارد. ۸۱٪ مساحت حوضه در مادیا پرادش، ۱۲٪ در گجرات، ۴٪ در مهاراشترا، ۲٪ در چاتیسگار و ۱٪ در آندرا پرادش واقع شده‌است. در مسیر رودخانه، ۴۱ شاخه به آن می‌پیوندند که ۲۲ شاخه از کوه‌های ساتپورا و بقیه از کوه‌های ویندیا سرچشمه می‌گیرند. بلندترین نقطهٔ حوضهٔ آبریز نرمدا، دوپگار در نزدیکی پاچماری است.
این حوضه دارای پنج ناحیهٔ فیزیوگرافی شناخته‌شده است. مناطق تپه‌ای بالا، جلگه‌های بالا، جلگه‌های میانی، مناطق تپه‌ای پایین و جلگه‌های پایین. ناحیه‌های تپه‌ای، پوشش جنگلی دارند. جلگه‌ها وسیع و شامل مناطق حاصلخیز هستند. خاک حوضه عموماً سیاه است. جلگه‌های ساحلی در گجرات شامل رس‌های آبرفتی با یک لایهٔ سطحی خاک سیاه است.
میزان بارندگی سالانهٔ بالادست حوضه، بین ۱۰۰۰ و ۱۸۵۰ میلی‌متر است که در ناحیه‌های پایین‌تر به ۶۵۰ تا ۷۵۰ میلی‌متر می‌رسد.

## زمین‌شناسی
دره نرمدا یک فروزمین است؛ بلوک لایه‌بندی شده‌ای از پوستهٔ زمین که بر اثر گسترش پیشین پوسته، نسبت به بلوک‌های مجاور فرو رفته‌است. دو گسل عمدهٔ حوضه شامل گسل نرمدای شمالی و گسل نرمدای جنوبی در امتداد مسیر رودخانه وجود دارند که مرز میان بلوک نرمدا و بلوک‌های ویندیا و ساتپورا را تشکیل می‌دهند. دره نرمدا اهمیت زیادی در زمینه مطالعات دیرین‌شناسی هند دارد. چند فسیل دایناسور از جمله تیتانوسور و راجاسور در این منطقه کشف شده‌اند.